# Armée assyrienne
L’armée assyrienne devient une puissance sur laquelle il faut compter au Proche-Orient à partir du XIVe siècle av. J.-C. Au XIIIe siècle, les Assyriens remportent de grandes victoires sur les Babyloniens et les Hittites, ce qui indique qu'ils ont sans doute dès cette période la meilleure armée du Proche-Orient. Durant la période néo-assyrienne (934-609 av. J.-C.), l'armée de ce royaume est devenue une véritable machine remportant victoire sur victoire, au point de se tailler un empire d'une ampleur jamais atteinte auparavant. La glorification des actions militaires a été poussée très loin à cette période, et les Assyriens ont laissé l'image d'une nation prédatrice, relatée par la Bible et ainsi que par les inscriptions de leurs souverains et des bas-reliefs de leurs palais vantant leurs victoires militaires et la terrible répression s'abattant sur les vaincus (massacres, déportations). C'est pour cette raison que nos sources dans ce domaine sont très abondantes même s'il faut se méfier des surinterprétations des discours tenus par les Assyriens sur leurs campagnes militaires.

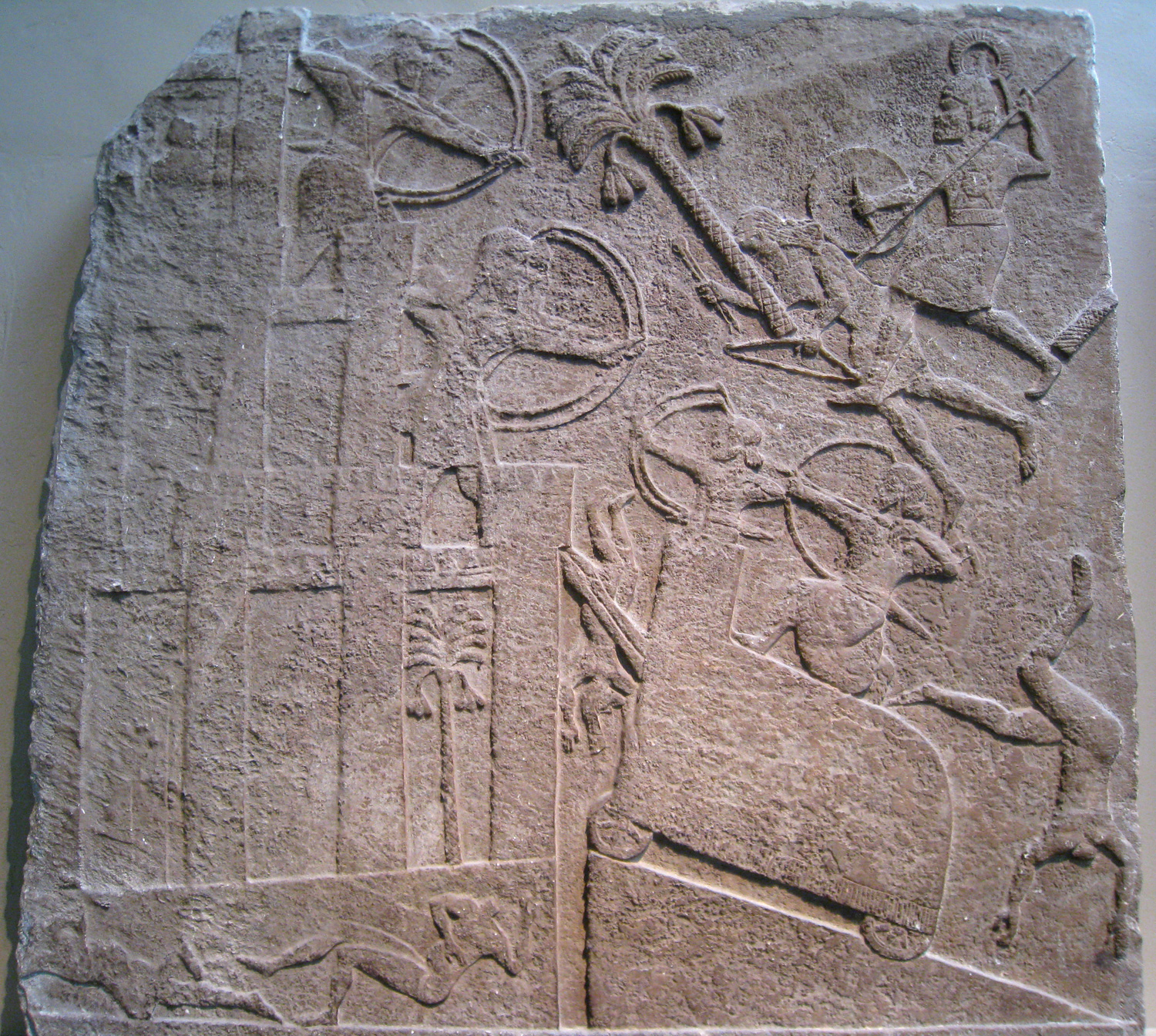
Assaut d'une ville fortifiée par l'armée assyrienne, bas-relief de Kalkhu.

## Le recrutement et l'organisation de l'armée assyrienne

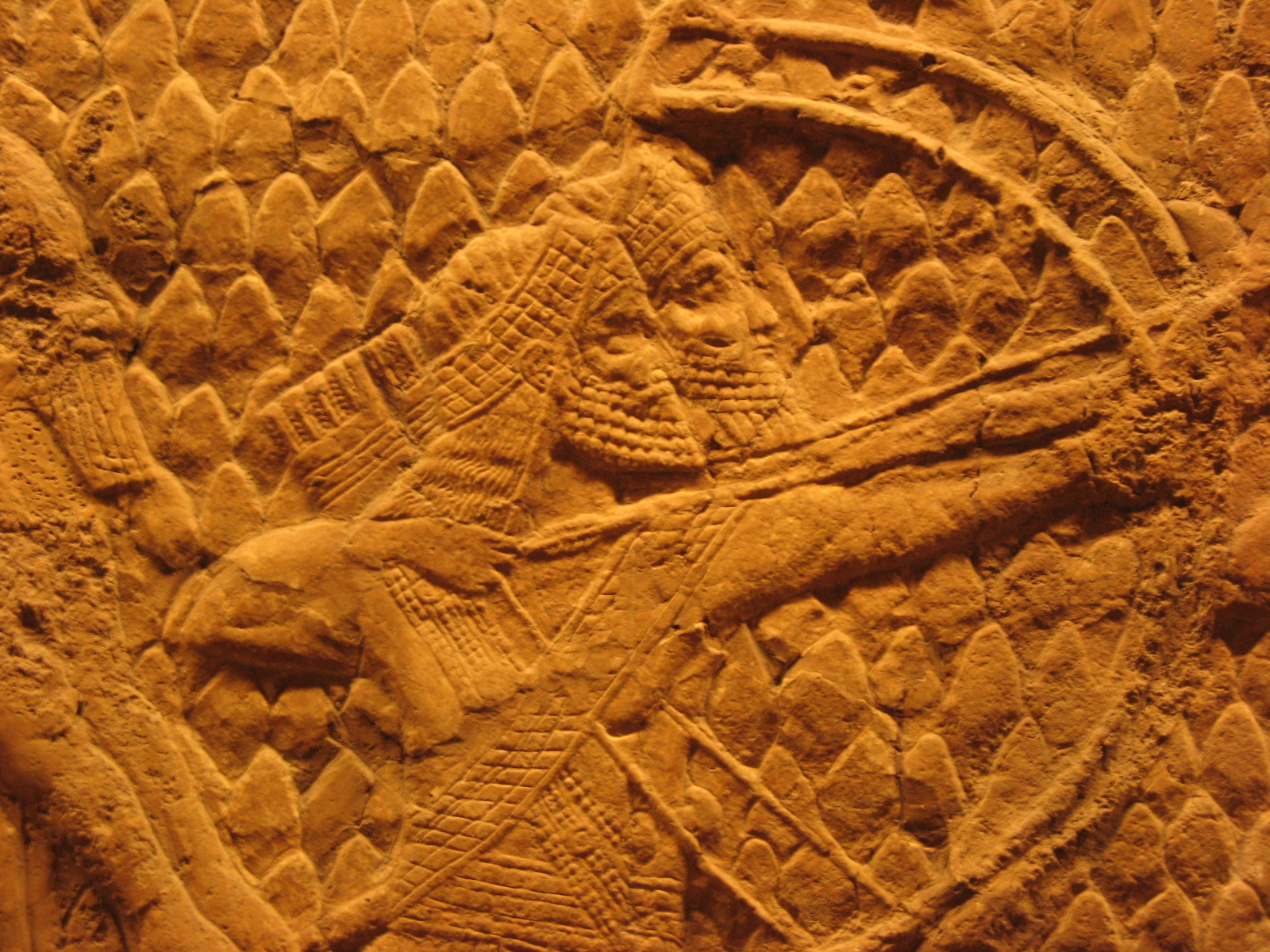
Archers assyriens, détail d'un bas-relief assyrien du représentant la prise de Lakish en 701

Les Assyriens ont rapidement mis au point une armée bien organisée, très entraînée (les campagnes étant souvent annuelles), encadrée par des troupes d'élite constituées autour de la noblesse du royaume. À la période médio-assyrienne, c'est ce dernier groupe qui assure le recrutement des soldats de base : les aristocrates les réunissent à partir des dépendants de leurs domaines, puis les équipent et les entretiennent en campagne. Certains soldats de rang plus élevé ont leur propre domaine qui leur est concédé pour leur permettre d'entretenir leur équipement
L'organisation de l'armée néo-assyrienne est bien connue grâce aux nombreuses archives de l'époque sargonide. La base des troupes est toujours constituée de fantassins recrutés dans la paysannerie assyrienne, mais cette fois-ci c'est l'administration provinciale qui se charge de les mobiliser au titre du service dû au roi au moment de chaque campagne annuelle. À côté de cela, les souverains se constituent le corps appelé kiṣir šarri, « troupes du roi », constitué de troupes permanentes, qui sont des troupes d'élite ou des corps spécialisés (charrerie, cavalerie, génie, poliorcétique) et sont contrôlés de près par l'administration centrale, notamment à partir des arsenaux (ekal mašarti) des grandes villes. Les troupes sont complétées par un troisième groupe, celui des troupes auxiliaires recrutées parmi des peuples soumis qui les fournissent en guise de tribut. C'est ainsi que l'armée assyrienne obtient des renforts pour les campagnes lointaines, et des corps combattants spécialisés, comme les Phéniciens mobilisés par Sennachérib pour se constituer une flotte dans le Golfe Persique, ou bien les nomades ituéens qui servent pour les missions de reconnaissance. Du fait de la nature de ce recrutement, ces troupes sont moins fiables que celles levées en Assyrie même. On a pu estimer que par ces différents moyens Salmanazar III avait réuni avant la bataille de Qarqar en 853 au moins 86 000 soldats (le nombre de 120 000 qu'il donne dans ses Annales semblant largement exagéré), dont 75 000 fantassins, 5 000 cavaliers et 6 000 hommes montant 2 000 chars. En dehors de ce cas, les effectifs de l'armée assyrienne mobilisés pour une campagne sont impossibles à quantifier. Ces effectifs sont énormes si on les rapporte à la population assyrienne estimée à 500 000 habitants, l'effort militaire devait être épuisant pour le pays. La discipline semble solide et les lettres ne signalent que de rares cas de désertion ou d'ivrognerie.
Les personnes servant à encadrer les troupes néo-assyriennes sont souvent également impliquées dans l'administration civile qui n'est pas séparée du domaine militaire. Cela concerne donc aussi bien l'entourage du roi vivant dans les palais, les nobles, que les administrateurs provinciaux qui prenaient en charge les forts et garnisons établis en territoires soumis. Des grades militaires existaient tout de même, et nous indiquent l'organisation des troupes de « soldats » de base (ṣâbu). Le roi occupe le sommet de la hiérarchie militaire et était aidé par une sorte d'état-major, dans lequel se trouvait le plus important gradé militaire, le turtânu, général en chef, fonction qui finit par être divisée en deux entre un « turtânu de droite » et un « turtânu de gauche », avant que leurs attributions ne passent au rab ša reši (« chef des eunuques ») sous les Sargonides. Le roi peut lui déléguer le commandement, et aussi être représenté par ses gardes royaux (qurbutu) chargés de transmettre ses ordres. Le gouverneur de province (shaknu, bêl pahâti) fait figure de vice-roi détenteur du pouvoir suprême dans sa circonscription : son autorité n'est limitée que par celle du roi quand ce dernier est présent dans la province ou envoie des ordres écrits. Les officiers portent différents titres selon leur spécialité ou le nombre d'hommes qu'ils commandent. Les corps d'armée sont divisés en groupes de 1 000 soldats dirigés par un « chef de mille » (rab 1 lim), à leur tour divisés en corps de 100 soldats dirigés par un « centurion » (rab 1 me'at), puis en des escouades d'une cinquantaine d'hommes et en groupes de 10 dirigés par des « décurions » (rab eširte). Les corps auxiliaires ou spécialisés avaient leur propre organisation.
Une lettre datée du règne de Sargon II donne des indications sur la troupe de Mazamua, qui fait partie des « troupes du roi » : elle comprend 1 430 hommes comprenant un groupe de 630 « Assyriens », dont les soldats sont 106 hommes de chars, 161 cavaliers, 80 fantassins/éclaireurs, appuyés par du personnel non militaire, 69 chargés de la logistique et de la domesticité (palefreniers, magasiniers, cuisiniers, tailleurs, etc.), 8 « savants » (qui réalisent des rites divinatoires avant les combats), des conducteurs d'ânes ; viennent en appui des troupes d'auxiliaires non assyriens, 800 personnes, soit plus de la moitié de la troupe. Les armées assyriennes ont en effet pris l'habitude d'intégrer des troupes étrangères parmi des peuples dont les qualités guerrières sont manifestement reconnues, et peut-être plus généralement pour des nécessités de recruter des soldats au sein d'un dispositif militaire qui doit couvrir de plus en plus de régions.

## Forteresses, communications et informations
Les provinces centrales (l'Assyrie proprement dite) sont couvertes par une série de forteresses dans les provinces annexées, capables de résister à une éventuelle invasion jusqu'à l'arrivée de l'armée principale. Elles servent de greniers et d’entrepôts pour la collecte des tributs et de base de ravitaillement pour les campagnes lointaines. Les souverains assyriens avaient donc érigé plusieurs places fortes fortifiées de ce type, ainsi que des fortins de plus petite taille et des tours de surveillance. Les troupes en campagne érigeaient des camps retranchés temporaires, destinés à abriter le personnel et le matériel militaire, aussi à collecter le tribut. D'autres campements plus légers avec des tentes, des sortes de bivouacs, devaient aussi être érigés par les troupes en déplacement. Le réseau de forteresses mis en place dans le Moyen Euphrate a été bien étudié. Il s'agit d'une région stratégique car elle permet de contrôle des groupes d'Araméens voisins, commande l'accès à la Babylonie du Nord, et est traversée par des voies commerciales importantes. Les prospections et quelques fouilles y ont identifié un réseau de forteresses, certaines situées sur des îles, avec des murailles épaisses, ainsi que des citadelles et fortins plus modestes, le tout formant un maillage serré puisqu'elles sont rarement situées à plus de 9 kilomètres les unes des autres. 
Un réseau de routes stratégiques s'étend des montagnes de Zamua (en) à l'est, sur les confins iraniens, jusqu'à l'Anti-Liban au sud-ouest. Elles sont parcourues par des courriers à cheval (kallû) s'arrêtant à des relais (mardîtu, bît mardiate). Des unités spécialisées d'éclaireurs et de commandos (gudûdânu), l'interrogatoire des réfugiés et déserteurs fournissent une moisson de renseignement sur les forces et intentions de l'ennemi. 
Pour s'assurer un avantage maximal sur leurs adversaires avant même la campagne militaire, les Assyriens avaient mis au point un service de renseignements, bien connu pour l'époque de Sargon II, dirigé par le prince héritier Sennachérib. Les gouverneurs des provinces frontalières et les préposés surveillant les rois vassaux de la région fournissaient des rapports réguliers sur l'état du royaume ennemi, et des patrouilles d'éclaireurs étaient postées dans des fortins frontaliers. Les rois assyriens disposaient probablement d'espions les informant de la situation dans les cours ennemies, leur permettant d'obtenir des informations décisives pour l'emporter. Ces espions pouvaient également tenter de soudoyer les alliés des ennemis et de diviser l'adversaire avant le combat.

## L'armement, les types de troupes et les techniques de combat

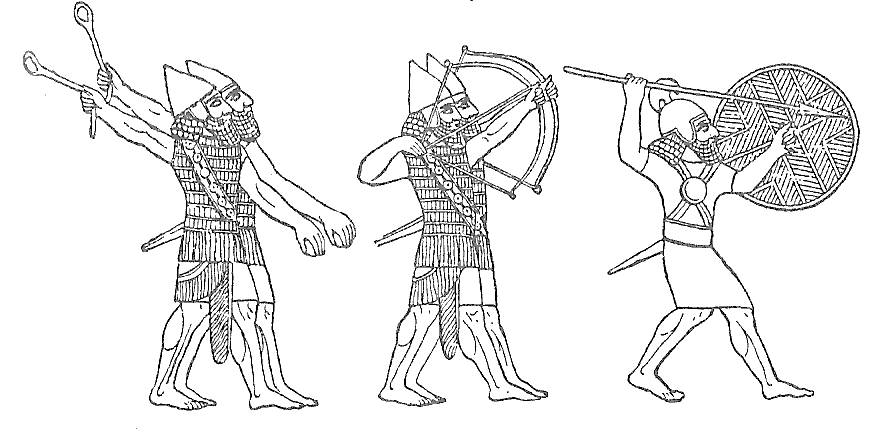
Représentations de soldats assyriens d'après les bas-reliefs des palais royaux : frondeurs, archers et lancier.

L'équipement militaire des armées assyriennes est surtout connu pour la période néo-assyrienne, grâce aux représentations guerrières des bas-reliefs des palais royaux. L'armée est composée en majorité de fantassins, qui sont archers, frondeurs ou soldats avec des armes de poing légères (dagues, épées courtes), et de plus en plus de lanciers qui finissent par constituer la troupe de base. Ils sont vêtus de robes courtes et de moins en moins des tuniques longues qui dominaient auparavant. Ils sont rarement protégés par une armure, leurs pieds sont souvent nus, même si certains ont des bottes de cuirs. Des cottes de mailles apparaissent toutefois sur les bas-reliefs. Les boucliers et les casques sont de formes diverses. La diversification des troupes avec l'incorporation d'auxiliaires étrangers fait que l'armée assyrienne est de plus en plus constituée de troupes hétéroclites, dont l'équipement est très varié. L'infanterie servait essentiellement lors d'assauts frontaux. Il semble que la supériorité assyrienne s'appuie avant tout sur le fait de disposer d'une supériorité numérique plus que sur la tactique, même s'il ne faut pas négliger l'intérêt des troupes d'élite pour faire pencher le cours du combat.

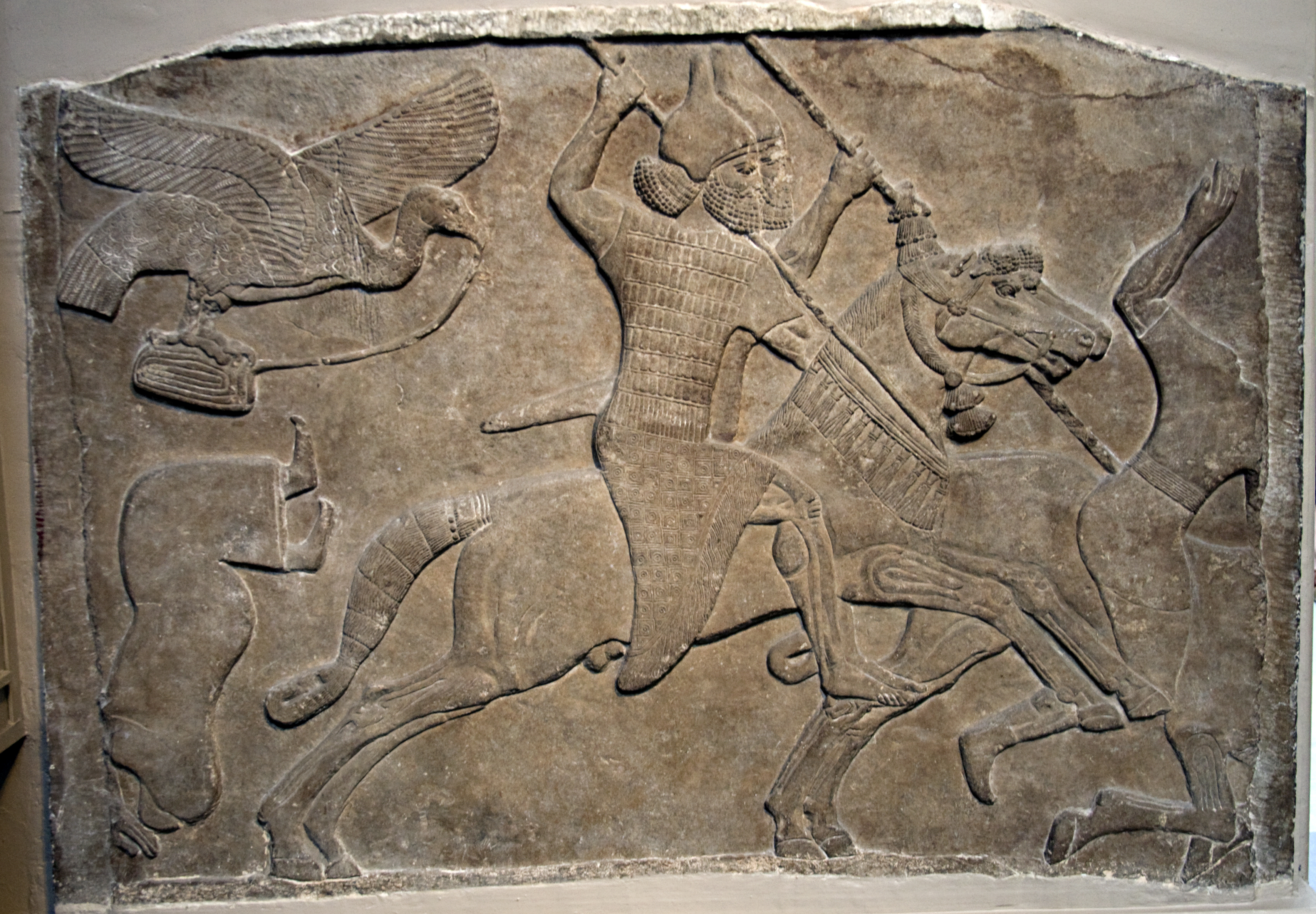
Cavaliers assyriens armés de lances, bas-relief du Palais central de Kalkhu/Nimrud, British Museum.

Les troupes d'élite d'attaque sont celles utilisant les chevaux. La charrerie est le corps le plus prestigieux, ce qui explique pourquoi le roi se fait souvent représenter sur un char. Les chars (narkabtu) sont tirés par trois chevaux, et montés par trois hommes, à savoir un conducteur (mukil appati), un combattant souvent équipé d'un arc (bēl narkabti, littéralement « maître du char ») et un troisième homme (tašlīšu) chargé de les protéger. Ils deviennent plus massifs sous les Sargonides, et sont tirés par quatre chevaux et montés par quatre hommes (deux porte-boucliers). Les chars servent à effectuer des charges rapides contre les fantassins ennemis, pour désorganiser l'armée adverse, ou la harceler avec des flèches. La cavalerie montée apparaît en Assyrie à la fin du IIe millénaire et prend une place croissante à l'époque néo-assyrienne, notamment parce qu'elle est plus mobile en terrain accidenté. Les chevaux sont d'abord montés par des groupes de deux hommes, un archer et un conducteur porteur de bouclier, reprenant le modèle développé dans la charrerie, avant que l'on n'organise des troupes de cavaliers seuls équipés d'un arc ou d'une lance comme arme principale. Les seconds deviennent les troupes offensives privilégiées sous les Sargonides. On comprend donc l'importance pour les rois assyriens d'obtenir des chevaux, dont l'élevage naisseur n'était pas pratiqué en Assyrie même mais dans des régions voisines comme l'Iran occidental ou l'Urartu avec lesquelles il fallait donc maintenir des contacts constants pour obtenir les animaux en tant que tribut.

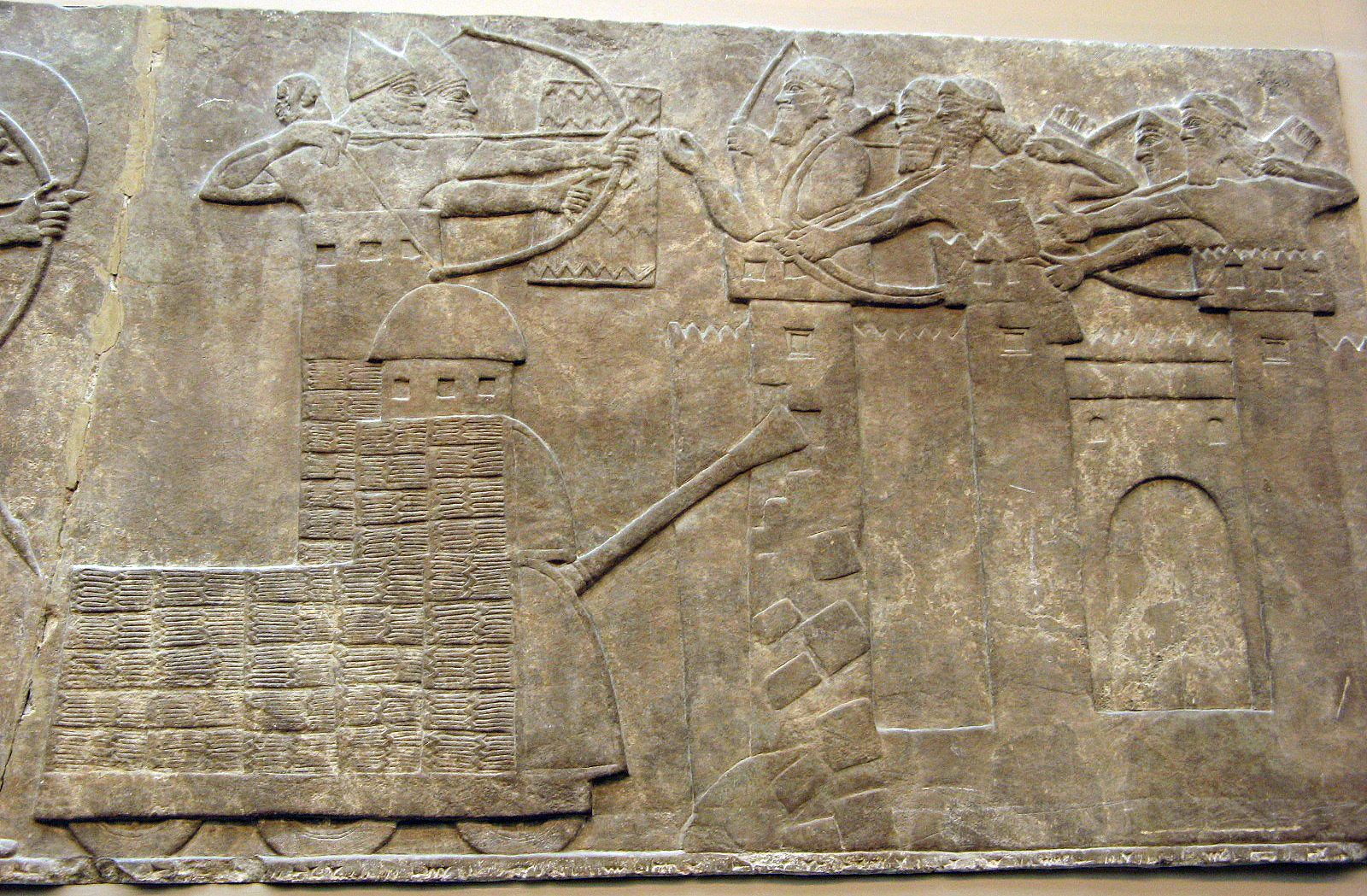
Représentation du siège d'une ville par les Assyriens, avec tour de siège et bélier, bas-relief du

Pour soumettre les villes ennemies, les Assyriens ont développé la poliorcétique, une nouvelle fois bien connue grâce aux bas-reliefs. Ils disposaient dès les débuts de la période néo-assyrienne de béliers de 5 à 6 mètres de long montés dans des tours mobiles dans lesquelles se positionnaient des archers qui pouvaient le cas échéant investir les murailles adverses. Plus tard, des béliers plus légers sont mis au point. Les assiégés pouvaient tenter de détruire ces machines de sièges en les incendiant grâce à des flèches ou de la naphte enflammées, ainsi que de l'huile bouillante. La destruction de fortifications adverses pouvait également se faire par la méthode de la sape.

## Les pratiques militaires: campagnes, pillages et destructions

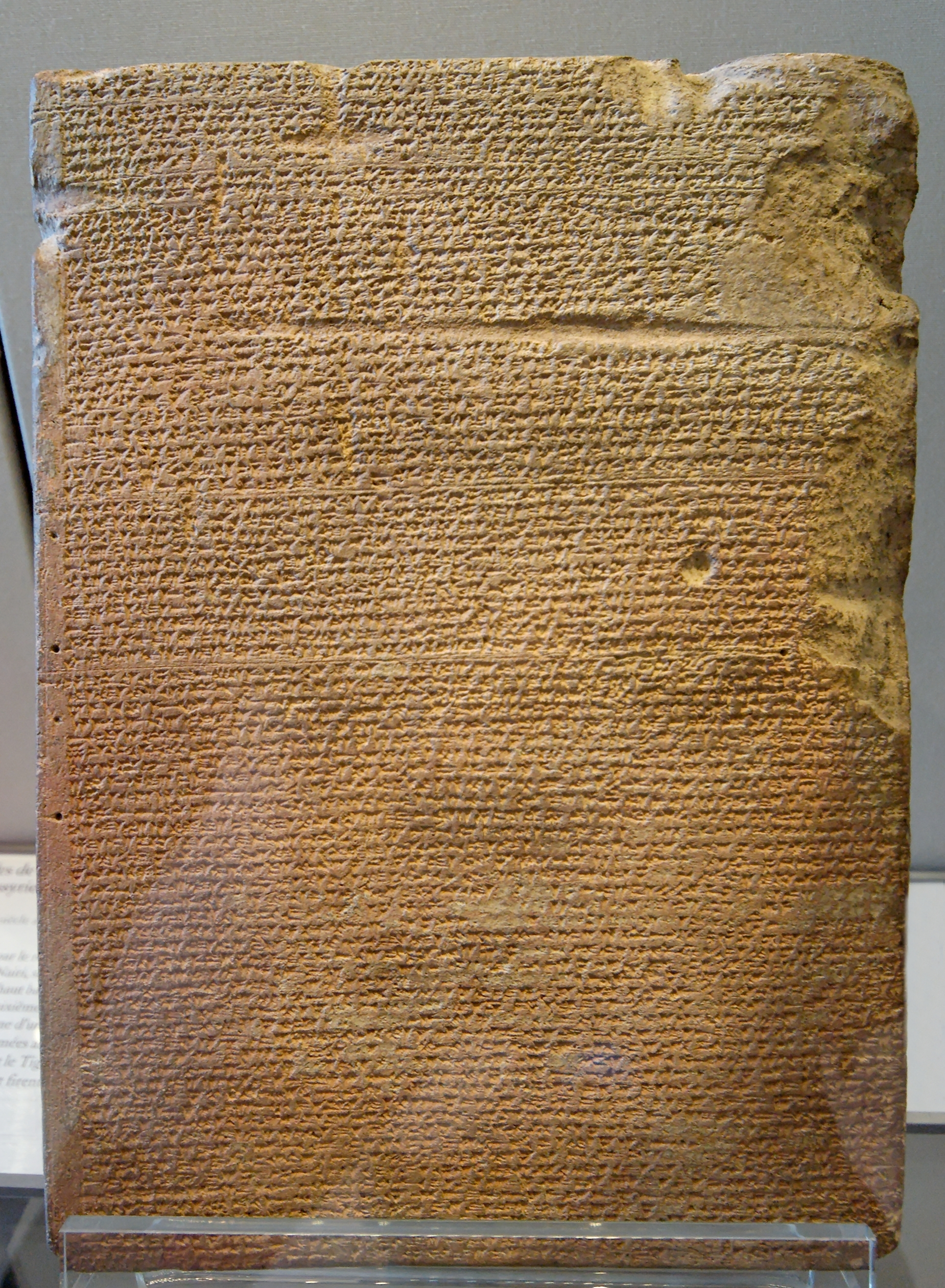
Tablette des Annales de Tukulti-Ninurta II (890-884) relatant une campagne menée contre l'Urartu.

À partir de l'époque médio-assyrienne et surtout des premiers temps de la période néo-assyrienne, les souverains d'Assyrie ont pris l'habitude de mener des campagnes militaires annuelles servant à assurer la soumission de régions plus ou moins éloignées du cœur de l'Assyrie, au cours desquelles ils reçoivent les hommages de rois qu'ils ont vaincus ou qui se sont soumis d'eux-mêmes, et sur lesquels ils prélèvent un tribut. On est donc en présence d'un système visant à maintenir une zone d'influence. Les campagnes assyriennes sont généralement relatées dans les Annales des rois de façon stéréotypée : on décrit le parcours suivi par les troupes, les combats de façon simple, la soumission des ennemis, les destructions, déportations, prélèvements de tributs. Des oracles étaient consultés pour savoir si les dieux approuvaient le départ des troupes, de façon à être sûr de recevoir le soutien divin nécessaire à la victoire. Des devins accompagnaient d'ailleurs les troupes pour scruter les signes divins pouvant survenir à tout moment. Les opérations ont lieu durant une saison militaire qui dure approximativement de juin (fin des moissons) à octobre (début de l'automne). D'autres campagnes ont pour but de mater des révoltes, ou de faire face à une attaque ennemie. À partir du règne de Teglath-Phalasar III et du début de la conquête systématique des territoires soumis, la pratique des campagnes annuelles est abandonnée, et l'armée part surtout au combat pour réprimer des révoltes.
La domination assyrienne s'appuyait également sur des pratiques de terreur servant à démobiliser les adversaires potentiels, à les soumettre psychologiquement. Après la victoire, les habitants des régions qui s'étaient opposées à l'autorité assyrienne pouvaient subir des supplices terribles que les souverains assyriens ont fait relater et représenter longuement et avec beaucoup de détails dans leurs Annales et sur les bas-reliefs de leurs palais. Les Assyriens pratiquaient également la déportation à la suite des opérations militaires (voir plus bas). Ils ont laissé une réputation de cruauté sans états d'âme, qui s'appuie sur des événements réels même s'il ne faut pas exagérer sa spécificité, puisque de telles pratiques étaient courantes à des périodes antérieures. Le but de ces mesures était de contrôler les régions soumises par la terreur. De même, les victoires étaient généralement suivies par des pillages qui pouvaient apporter à l'Assyrie des richesses importantes ou bien des produits stratégiques, ainsi que des esclaves ou des dépendants, comme lors du tribut.

### Civilisation mésopotamienne
- Francis Joannès (dir.), Dictionnaire de la civilisation mésopotamienne, Paris, Robert Laffont, coll. « Bouquins », 2001
- Jean-Jacques Glassner, La Mésopotamie, Paris, Les Belles Lettres, coll. « Guide Belles Lettres des civilisations », 2002
- Francis Joannès, La Mésopotamie au Ier millénaire avant J.-C., Paris, Armand Colin, coll. « U », 2000

### Armée et guerre en Assyrie
- Frederick Mario Fales, Guerre et paix en Assyrie : Religion et impérialisme, Paris, Le Cerf, 2010
- (en) Andreas Fuchs, « Assyria At War: Strategy and Conduct », dans Karen Radner et Eleanor Robson (dir.), The Oxford Handbook of Cuneiform Culture, Oxford, Oxford University Press, 2011, p. 380-401
- (en) Stephanie Dalley, « Assyrian Warfare », dans Eckart Frahm (dir.), A Companion to Assyria, Malden, Wiley-Blackwell, 2017, p. 522-533
- (en) Tamás Dezső, The Assyrian Army I: The Structure of the Neo-Assyrian Army, Budapest, Eötvös University Press, 2012 (2 tomes : 1. Infantry ; 2. Cavalry and Chariotry)
- (en) Tamás Dezső, The Assyrian Army II: Recruitment and Logistics, Budapest, Eötvös University Press, 2016